# Festa Regional de Llombardia

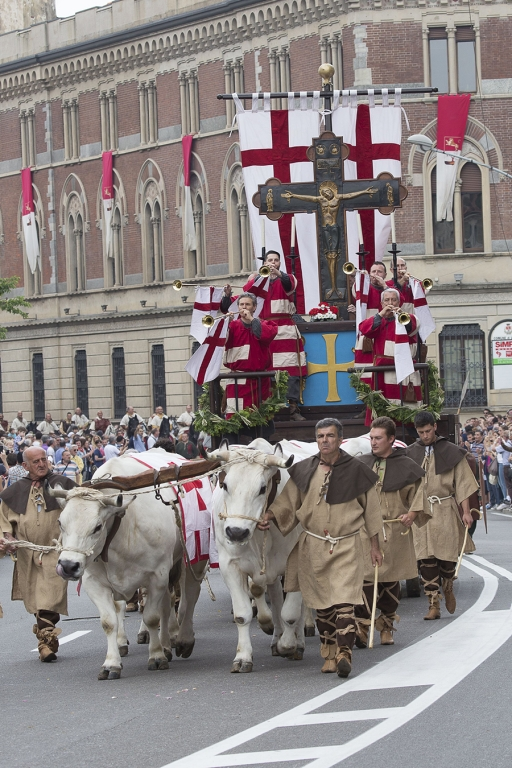
reproducció del Carroccio llombard a Legnano

La festa regional de Llombardia és la festa regional de Llombardia i es commemora la victòria dels comuns de la Lliga Llombarda contra l'emperador Frederic I, que volea llevar autonomia als comuns llombards, en la batalla de Legnano del 29 de maig 1176.
Reconeguda de la Regió Llombardia del 2013 amb els vots de la Lliga Nord, del Poble de la Llibertat, de Germans d'Itàlia - Aliança Nacional i del Moviment 5 Estrelles, la esquerra nacionalista del Partit Democràtic i els seus aliats han votat en contra, dient que el dia el "molt polític" i que seria millor el primer dia dels cinc dies de Milà o de la primera convocació del Consell Regional de Llombardia.
En la província argentina de Santa Fé, on molts llombards han emigrat, és reconegut com dia de l'emigrant llombard.
És celebrada oficialment per la Regió, que sovint obre el seu Palau als ciutadans i ens dona productes típics de Llombardia, i en ocasions de grups llombardista i identitaris en tota la Llombardia històrica.